# 芝浦水再生センター
芝浦水再生センター（しばうらみずさいせいセンター）は、東京都港区にある、東京都下水道局の下水処理施設である。

## 概要
千代田区・中央区・港区・新宿区・渋谷区の大部分及び品川区・文京区・目黒区・世田谷区・豊島区の一部の汚水を処理している。敷地面積は199,127平方メートル。本施設を覆う人工地盤の上には芝浦中央公園と品川シーズンテラスがある。

## 沿革
- 1931年（昭和6年）4月 - 運転開始。
- 1980年（昭和55年）- 芝浦中央公園が開園。
- 2015年（平成27年）5月 - 品川シーズンテラスが開業。

## 所在地
- 東京都港区港南1-2-28（品川駅または田町駅から徒歩15分）

## 周辺
- 品川駅
- 高輪ゲートウェイ駅
- 高浜運河
- 港区立芝浦小学校
- 泉岳寺駅